# Copromyza equina
Copromyza equina är en tvåvingeart som beskrevs av Fallen 1820. Copromyza equina ingår i släktet Copromyza och familjen hoppflugor. Arten är reproducerande i Sverige. Inga underarter finns listade i Catalogue of Life.

## Bildgalleri

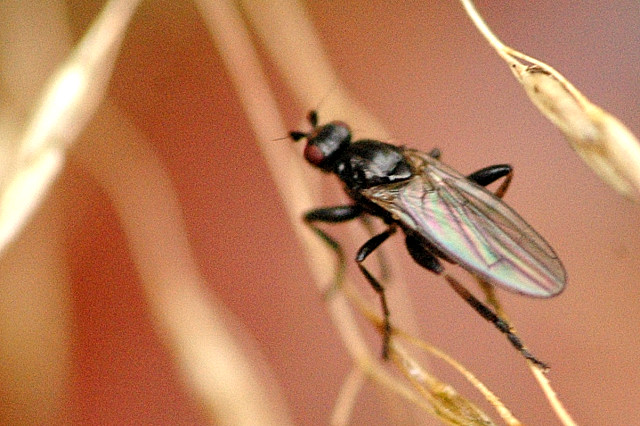
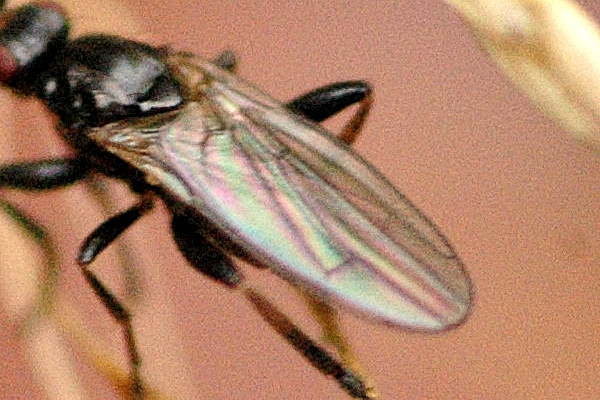